# أحمد بن عبد الله الشايب
أحمد بن عبد الله بن محمد آل الشايب العُمراني الأحسائي (1846 - 1929) شاعر وخطيب ديني جعفري سعودي من أهل القرن التاسع عشر الميلادي. ولد في العمران الجنوبية من قرى الأحساء ونشأ بها. تلقى تعليمه فيها أولًا ثم هاجر إلى النجف لاستكمال دروسه على علمائها الجعفريين. أقام فيها ثلاث عشرة أعوام عاد بعدها إلى وطنه. كان كثير التنقل بين مدن الخليج للخطابة الدينية. له شعر كثير تحتفظ به المجاميع الشعرية. توفي في مسقط رأسه. 

## سيرته
هو أحمد بن عبد الله بن محمد آل الشايب. ولد في قرية العمران الجنوبية من قرى الأحساء في سنة 1263 هـ/ 1846 م ونشأ بها في عائلة مسلمة اثناعشرية. تعلم القرآن فيها وأخذ مبادئ العربية والأدبية ثم سافر إلى النجف للدراسة في 1293 هـ/ 1876 م، وقد مكث هناك ثلاث عشرة سنة، عاد بعدها إلى بلده الأحساء في 1306 هـ/ 1888 م. 

كان خطيبًا وداعية. شارك في الاحتفالات والمناسبات الدينية والاجتماعية. مال إلى الأدب وامتهن الخطابة الحسينية، فقرأ في كل من الأحساء، والبحرين، ومسقط، والكويت. وكان يقوم بالأمور الحسبية في بلده.

توفي في مسقط رأسه - عام 1348 هـ/ 1929 م أو يقال 1333 هـ/ 1915 م، وله من العمر 70 سنة.

## شعره
كان شاعرا ينظم في أكثر من مناسبة، إلا أن أكثر شعره ضاع. ذكرت في معجم البابطين عن شاعريته:
من شعره بعنوان اعمل لنفسك: